# Embrace (brytyjski zespół muzyczny)
Embrace – angielska grupa muzyczna założona w Brighouse w hrabstwie West Yorkshire.
Piosenka „Ashes” z płyty Out of nothing jest jednym z utworów stanowiących ścieżkę dźwiękową gry komputerowej FIFA 06.

## Skład
- Danny McNamara – wokal
- Richard McNamara – gitara
- Steve Firth – gitara basowa
- Mike Heaton – perkusja
- Mickey Dale – keyboard

## Dyskografia

### Albumy studyjne
- The Good Will Out (1998)
- Drawn from Memory (2000)
- If You've Never Been (2001)
- Out of Nothing (2004)
- This New Day (2006)
- Embrace (2014)

### Kompilacje
- Fireworks: The Singles 1997–2002 (2002)
- Dry Kids: B-Sides 1997–2005 (2005)